# Amtsgericht Margonin
Das Amtsgericht Margonin war ein preußisches Amtsgericht mit Sitz in Margonin.

## Geschichte
Das königlich preußische Amtsgericht Margonin wurde mit Wirkung zum 1. Oktober  1879 als eines von 13 Amtsgerichten im Bezirk des Landgerichtes Schneidemühl im Bezirk des Oberlandesgerichtes Marienwerder gebildet. Der Sitz des Gerichtes war Margonin. Sein Gerichtsbezirk umfasste aus dem Kreis Kolmar i. Posen die Stadtbezirke Margonin und Samotschin, den Polizeidistrikt Samotschin und aus dem Polizeidistrikt Budsin die Gemeindebezirke Klotildenhof, Kowalewo, Prochnowo, Podstolitz, Siebenschlößschen und Zbyszwwice sowie aus dem Gutsbezirk Podanin (Oberförsterei) den Forstschutzbezirk Deutschendorf. Am Gericht bestanden 1880 zwei Richterstellen. Das Amtsgericht war damit ein kleines Amtsgericht im Landgerichtsbezirk. Gerichtstage wurden in Samotschin gehalten. Der Amtsgerichtsbezirk kam aufgrund des Versailler Vertrages 1919 zu Polen, und das Amtsgericht stellte seine Arbeit ein. Im Jahre 1939 wurde Polen deutsch besetzt. Im Rahmen der Neuorganisation der Gerichte in Ostdeutschland und im ehemaligen Polen wurden das Amtsgericht Margonin neu gebildet, nun aber dem Landgericht Posen zugeordnet.
Im Jahre 1945 wurde der Amtsgerichtsbezirk unter polnische Verwaltung gestellt, und die deutschen Einwohner wurden vertrieben. Damit endete auch die Geschichte des Amtsgerichtes Margonin.